# Johnny Gordon
Pour les articles homonymes, voir Gordon.
Johnny Gordon, de son nom complet John Duncan Sinclair Gordon, est un footballeur anglais né le 11 septembre 1931 à Portsmouth et mort le 26 mai 2001 dans la même ville. Durant sa carrière, il évolue au poste de milieu offensif. Il joue principalement pour le Portsmouth et le Birmingham City en Première Division.

## Biographie
Johnny Gordon commence sa carrière dans le club de sa ville natale, Portsmouth, en intégrant les équipes juniors en 1947. Il fait ses débuts en équipe première en 1949, où il devient rapidement un joueur clé. Entre 1949 et 1958, il dispute 209 matchs de championnat pour le club et inscrit 69 buts. En 1957, il devient le meilleur buteur du club en championnat.
En 1958, il rejoint Birmingham City où il reste pendant trois saisons. Il s'impose comme le meilleur buteur du club lors de la saison 1959-1960, et devient le meilleur buteur de l'histoire du club en compétitions européennes. Il participe également à la finale de la Coupe des villes de foires 1958-1960 face au FC Barcelone.
En 1961, Gordon retourne à Portsmouth, où il joue jusqu'en 1967, portant son total de matchs à 489, ce qui fait de lui le quatrième joueur le plus capé de l'histoire du club. Lors de son retour, il aide Portsmouth à remporter le championnat de Third Division en 1962.
Par la suite, il rejoint Chelmsford City pour finir sa carrière, avant de prendre sa retraite.
Au total, il dispute 304 pour 101 buts marqués en première division anglaise. En compétitions européennes, il dispute 11 rencontres pour 7 buts marqués en Coupe des villes de foires.

## Palmarès
Portsmouth
- Football League Third Division :
  - Champion : 1962.

 Birmingham City
- Coupe des villes de foires :
  - Finaliste : 1958-1960 et 1960-1961.